# Louis Nguyễn Anh Tuấn

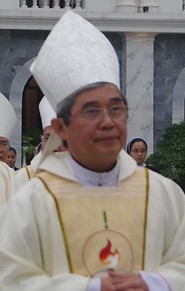
Louis Nguyễn Anh Tuấn

Louis Nguyễn Anh Tuấn, Ordensname Aloisiô (* 26. April 1962 in Đà Nẵng, Quảng Nam, Südvietnam) ist ein vietnamesischer Geistlicher und römisch-katholischer Bischof von Hà Tĩnh.

## Leben
Sein Name kombiniert westliche Namenstradition (Louis als Vorname vor den Familiennamen Nguyễn) mit vietnamesischer (Anh Tuấn als persönlicher Name steht hinter dem Familiennamen).
Geboren wurde Louis Nguyễn Anh Tuấn am 26. April 1962 in Đà Nẵng, Südvietnam. Aufzeichnungen des Heiligen Stuhls nennen den 6. April 1960 als Geburtsdatum. Er ist das sechste Kind von Joseph Nguyễn Văn Thị und Teresa Nguyễn Thị Hiếu. Sein Vater Thị kam aus Hà Tĩnh, seine Mutter Hiếu aus Đà Nẵng. Vor 1975 waren sie Händler in Đà Nẵng, bevor sie später nach Saigon gezogen sind. Sein Vater verstarb 2001, seine Mutter lebt heute im Stadtteil Tân Định in Ho-Chi-Minh-Stadt.
Von 1969 bis 1979 besuchte er folgende Schulen in Saigon: Lasan Mossard, Lasan Taberd und Trần Quốc Tuấn. Nach seinem Abitur studierte er von 1979 bis 1984 am Naturwissenschaftlichen Institut der Vereinten Universität Ho-Chi-Minh-Stadt und absolvierte dort den Bachelor in Mathematik und Informatik. Von 1993 bis 1999 absolvierte er sein Priesterstudium am Großen Seminar St. Joseph Saigon.
Im August 1985 wurde er für den Wehrdienst einberufen und hat auch am Kambodschanisch-Vietnamesischen Krieg teilgenommen. Im Juli 1987 kehrte er aus Phnom Penh nach Ho-Chi-Minh-Stadt zurück.
Louis Nguyễn Anh Tuấn empfing am 30. Juni 1999 das Sakrament der Priesterweihe.
Von seiner Priesterweihe bis 2001 war er Pfarrvikar der Phú Nhuận-Pfarrei in Saigon und gleichzeitig Dozent für Fremdsprachen am Großen Seminar St. Joseph Saigon.
Von 2001 bis 2006 studierte er am Päpstlichen Institut Johannes Paul II. für Studien zu Ehe und Familie der Päpstlichen Lateranuniversität sowie an der Päpstlichen Universität Gregoriana in Rom. An der Lateranuniversität erlangte er den Doktor in Theologie (Sacrae theologiae doctor, STD) für den Fachbereich Ehe und Familie.
Im Zeitraum von 2007 bis 2017 war er Direktor am Kleinen Seminar St. Paul Lộc Saigon sowie Leiter der Abteilung Familienseelsorge des Erzbischöflichen Ordinariats von Saigon – Ho-Chi-Minh-Stadt und Sekretär der Kommission für Familie der Vietnamesischen Bischofskonferenz.
Zudem war er von 2009 bis 2014 Generalsekretär der Vietnamesischen Bischofskonferenz und von 2014 bis 2018 Leiter des Büros der Vietnamesischen Bischofskonferenz mit Sitz in Saigon/Ho-Chi-Minh-Stadt.
Am 25. August 2017 ernannte ihn Papst Franziskus zum Titularbischof von Catrum und zum Weihbischof in Ho-Chi-Minh-Stadt. Der Erzbischof von Ho-Chi-Minh-Stadt, Paul Bùi Van Ðoc, spendete ihm am 14. Oktober desselben Jahres die Bischofsweihe; Mitkonsekratoren waren der Bischof von Đà Nẵng, Joseph Dang Duc Ngan, und der Bischof von Mỹ Tho, Pierre Nguyên Van Kham. Sein Wahlspruch lautet: Hic ego sum (deutsch: Hier bin ich, vietnamesisch: Này con đây).
Am 19. März 2021 verkündete Erzbischof Marek Zalewski, Apostolischer Nuntius in Singapur und nichtresidierender Repräsentant des Heiligen Stuhls in Vietnam, dass Louis Nguyễn Anh Tuấn von Papst Franziskus zum Apostolischen Administrator des 2018 gegründeten Bistums Hà Tĩnh ernannt wurde. Zuvor hatte der amtierende Bischof von Hà Tĩnh, Paul Nguyen Thai Hop, OP, seinen Rücktritt aus Altersgründen beim Papst erklärt.
Am 25. März 2023 ernannte ihn Papst Franziskus zum Bischof von Hà Tĩnh. Die Amtseinführung fand am 22. April desselben Jahres statt.